# 拉里·斯蒂尔
拉里·尼爾森·斯蒂尔（英語：Larry Nelson Steele，1949年5月5日—），美国NBA联盟的前职业篮球运动员。